# Елвін Бадалов
Елвін Натіг огли Бадалов (азерб. Elvin Natiq oğlu Bədəlov, нар. 14 червня 1995, Санкт-Петербург, Росія) — азербайджанський футболіст, центральний захисник клуб «Сумгаїт» та національної збірної Азербайджану.

## Клубна кар'єра
Елвін Бадалов народився у російському місті Санкт-Петербург і футболом починав займатися  у місцевому клубі «Зеніт», де тривалий час грав ха юнацькі команди. Взимку 2014 року Бадалов перебрався до Азербайджану, де підписав довготривалий контракт із столичним клубом «Нефтчі». 23 лютого 2014 року відбувся дебют Бадалова у чемпіонаті Азербайджану.
У 2017 році футболіст перейшов до складу австрійського клубу Регіональної ліги «Мауерверк», власником якого на той момент був азербайджанський бізнесмен Орхан Велієв і клуб мав назву «Карабах Відень». Після того, як «Мауерверк» на зумів вийти до Першої ліги, Велієв продав права власності, а Бадалов повернувся до Азербайджану. Де з січня 2019 року почав виступи у клубі «Сумгаїт».

## Збірна
Елвін Бадалов відмовився виступати за російські юнацькі збірні і з 2011 року він грав у юнацьких збірних Азербайджану. У 2020 році Бадалов дебютував у національній збірній Азербайджану.

## Досягнення
Нефтчі
 Переможець Кубка Азербайджану: 2013/14